# Saša
Saša (in alfabeto cirillico: Саша) è un nome proprio di persona slavo maschile e femminile.

## Varianti e forme in altre lingue
La grafia "Saša" (traslitterazione scientifica del cirillico Саша) è usata quasi esclusivamente in Slovenia, Croazia, Bosnia-Erzegovina, Serbia, Montenegro e Macedonia del Nord; in italiano la grafia utilizzata è "Sascia", in francese "Sacha", in inglese "Sasha", in tedesco "Sascha".
Varianti grafiche
- Francese: Sacha[4]
- Inglese: Sasha[5]
- Italiano: Sascia[2][3]
- Polacco: Sasza
- Tedesco: Sascha[6]
- Romeno: Sașa
- Danese e Svedese: Sasja
- Ebraico: סשה

Varianti fonetiche
- Сашка  (Saška): Bulgaro, Macedone, Russo, Sloveno
- Sašo (solo maschile): Bulgaro, Macedone, Sloveno
- Saško: Macedone
- Sassa: Svedese

## Origine e diffusione
Si tratta di un ipocoristico (vezzeggiativo-diminutivo) dei nomi russi Aleksandr (Александр) e Aleksandra (Александра), e di altre forme slave dei nomi Alessandro e Alessandra.  Secondo il linguista Vladimir Nikonov, questi nomi, con le loro varianti, divennero particolarmente popolari nella lingua russa per ricordare l'eroe nazionale Aleksandr Nevskij (1220-1263), santo della Chiesa ortodossa russa.
Il significato del nome Saša è il medesimo dei nomi da cui deriva ed è variamente interpretato come "protettore di uomini", "difensore di uomini, "che presta soccorso agli uomini".
Il nome è stato adottato in altre lingue europee non slave, con grafie diverse a seconda del sistema usato per rendere il suono della lettera cirillica ш (ossia "sci" in italiano, "ch" in francese, "sch" in tedesco, "sh" in inglese).
Nel periodo sovietico, la traslitterazione francese era quella ufficiale anche nei passaporti dell'URSS, per cui i cittadini russi di questo nome erano in Occidente noti come "Sacha".

## Onomastico
L'onomastico si può festeggiare lo stesso giorno di Alessandro o Alessandra, cioè il 26 agosto

## Persone

### Maschile

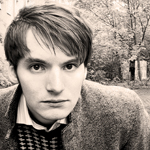
Saša Stanišić

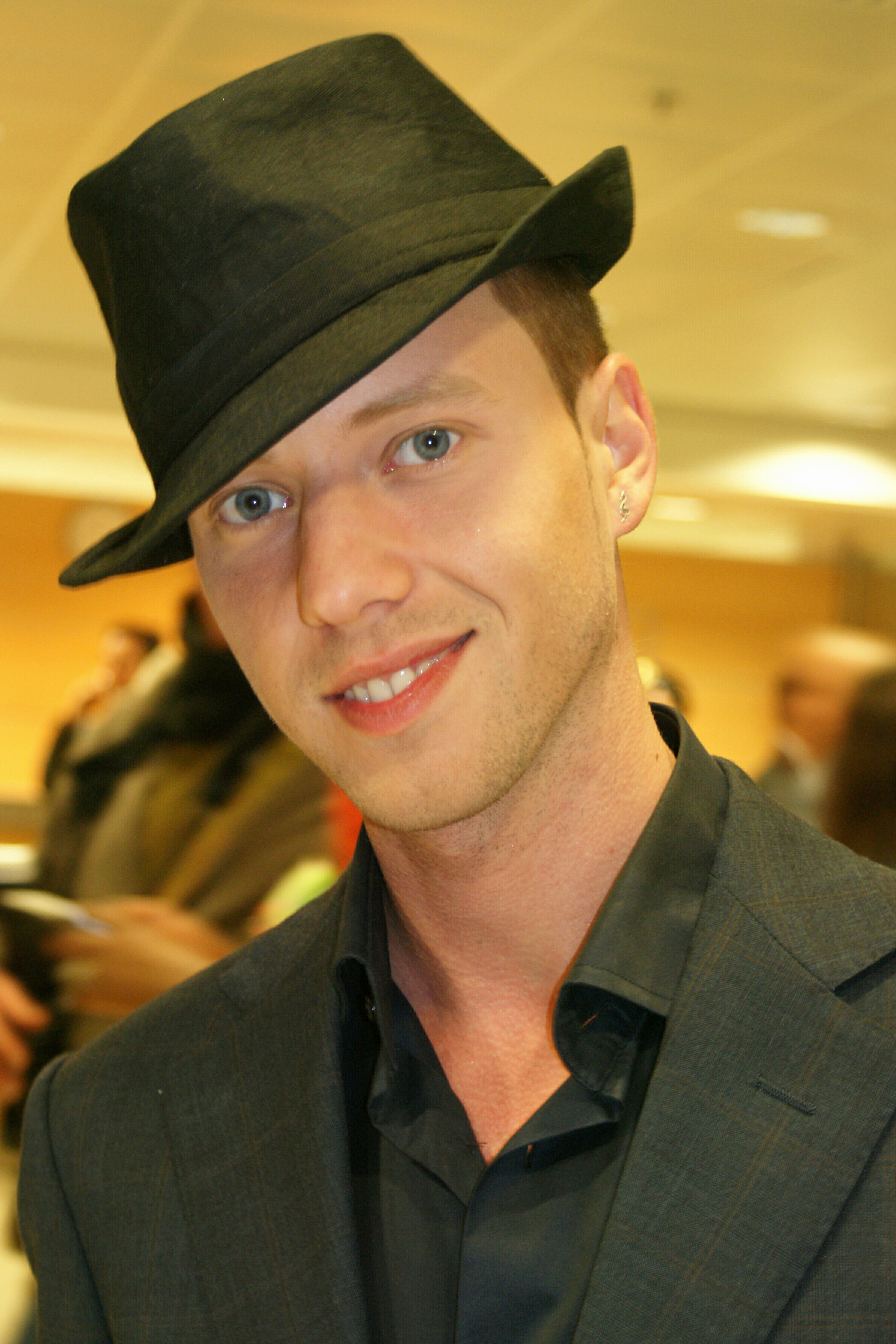
Sasha Son

- Saša Balić, calciatore montenegrino
- Saša Bjelanović, calciatore croato
- Saša Cilinšek, calciatore serbo
- Saša Čuić, cestista croato
- Saša Ćurčić, calciatore serbo
- Saša Gajser, calciatore sloveno
- Saša Ilić, calciatore serbo
- Saša Kaun, cestista russo
- Saša Ḱiriḱ, calciatore macedone
- Saša Knežević, cestista austriaco
- Saša Marković, calciatore serbo
- Saša Marković, cestista bosniaco naturalizzato greco
- Saša Obradović, cestista e allenatore di pallacanestro serbo
- Saša Ognenovski, calciatore australiano
- Saša Papac, calciatore bosniaco
- Saša Stamenković, calciatore serbo
- Saša Stanišić, scrittore bosniaco
- Saša Starović, pallavolista bosniaco naturalizzato serbo
- Saša Vasiljević, cestista bosniaco
- Saša Vujačić, cestista sloveno

#### Variante maschile Sascia
- Giulio Sascia Tignino, politico italiano
- Sascia Villari (pseudonimo di Rosario Villari), storico e politico italiano

#### Variante maschile Sasha
- Sasha Aneff, calciatore uruguaiano

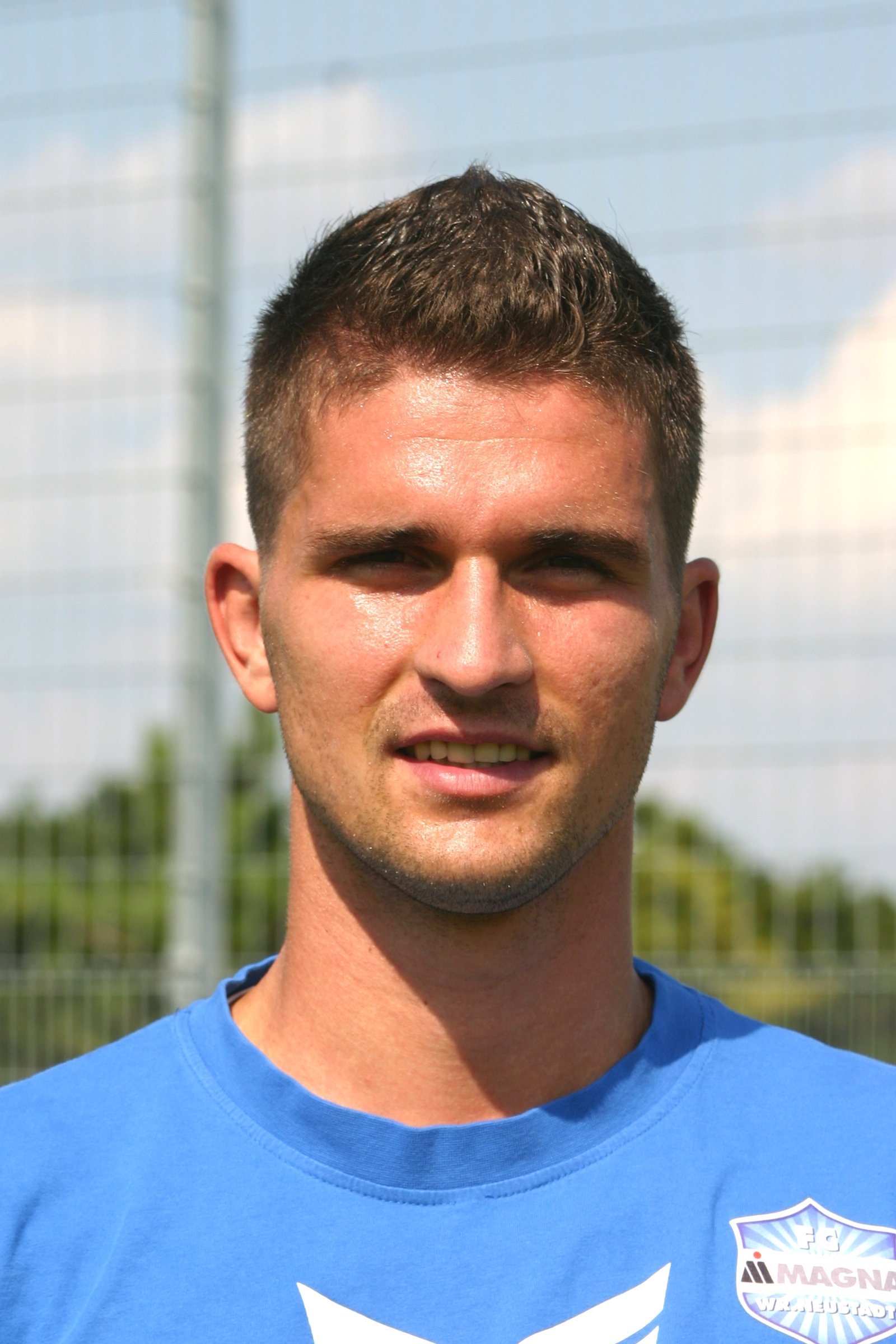
Sašo Fornezzi

- Sasha Mitchell, attore statunitense
- Sasha Mäkilä, direttore d'orchestra finlandese
- Sasha Roiz, attore canadese
- Sasha Son, cantante lituano
- Sasha Victorine, calciatore statunitense

#### Variante maschile Sašo

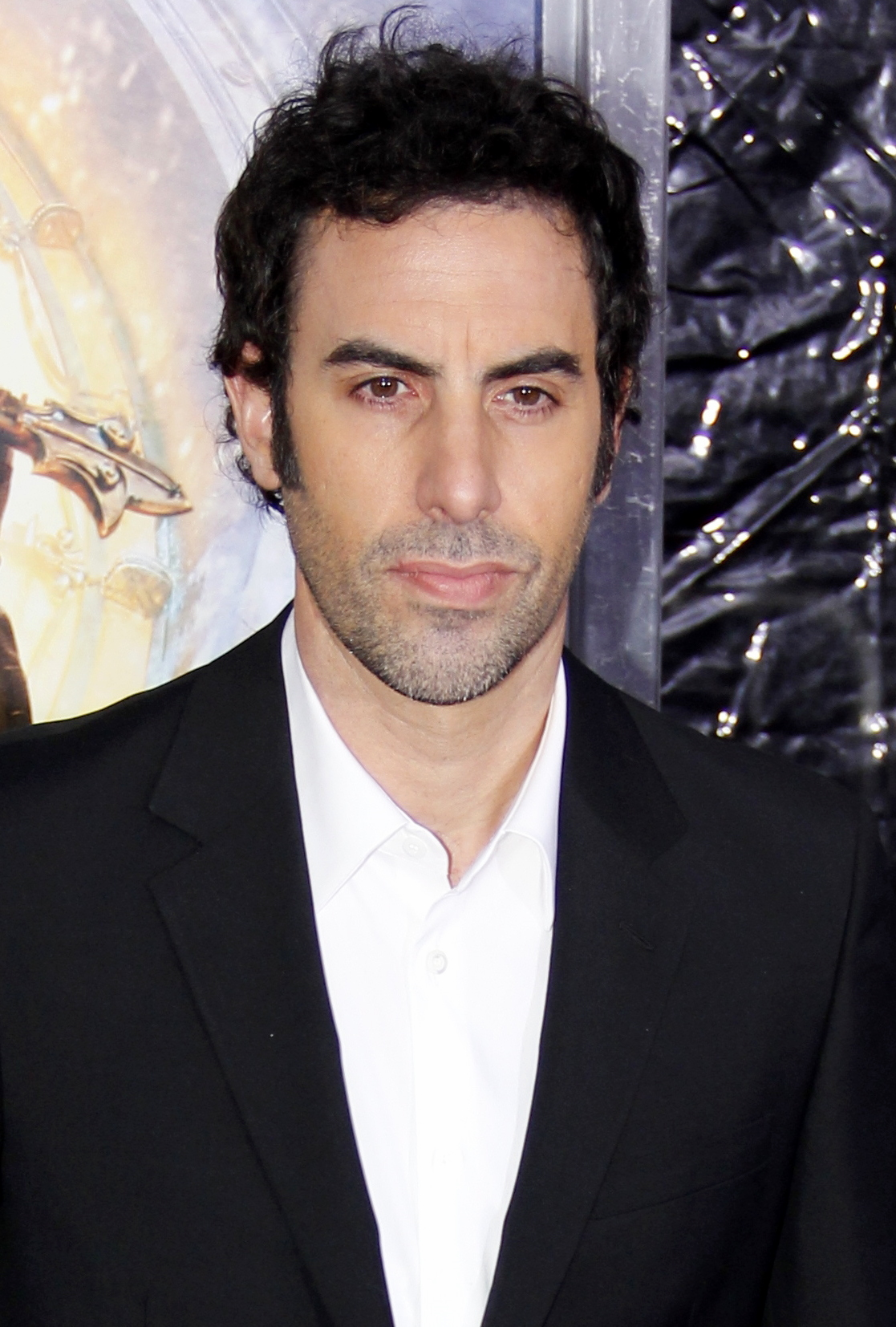
Sacha Baron Cohen

- Sašo Filipovski, allenatore di pallacanestro sloveno
- Sašo Fornezzi, calciatore sloveno
- Sašo Ožbolt, cestista sloveno
- Sašo Udovič, calciatore sloveno

#### Variante maschile Sacha

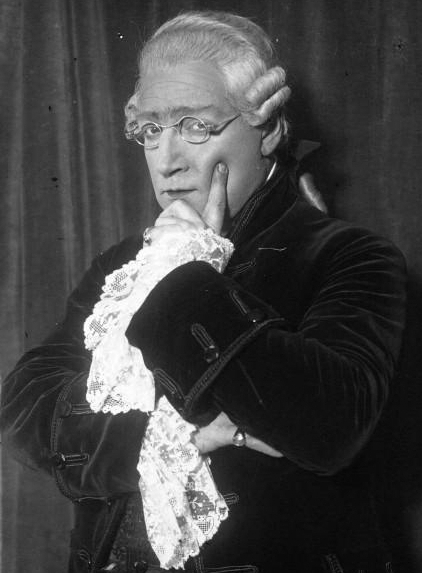
Sacha Guitry

- Sacha Baron Cohen, comico e attore britannico
- Sacha Distel, cantante, chitarrista, compositore, attore francese
- Sacha Giffa, cestista francese
- Sacha Guitry, attore, regista e sceneggiatore francese
- Sacha Kljestan, calciatore statunitense
- Sacha Lima, calciatore boliviano
- Sacha Modolo, ciclista su strada italiano
- Sacha Opinel, calciatore francese
- Sacha Pitoëff, attore francese
- Sacha Sosno, pittore e scultore francese
- Sacha Vierny, direttore della fotografia francese

#### Variante maschile Sascha

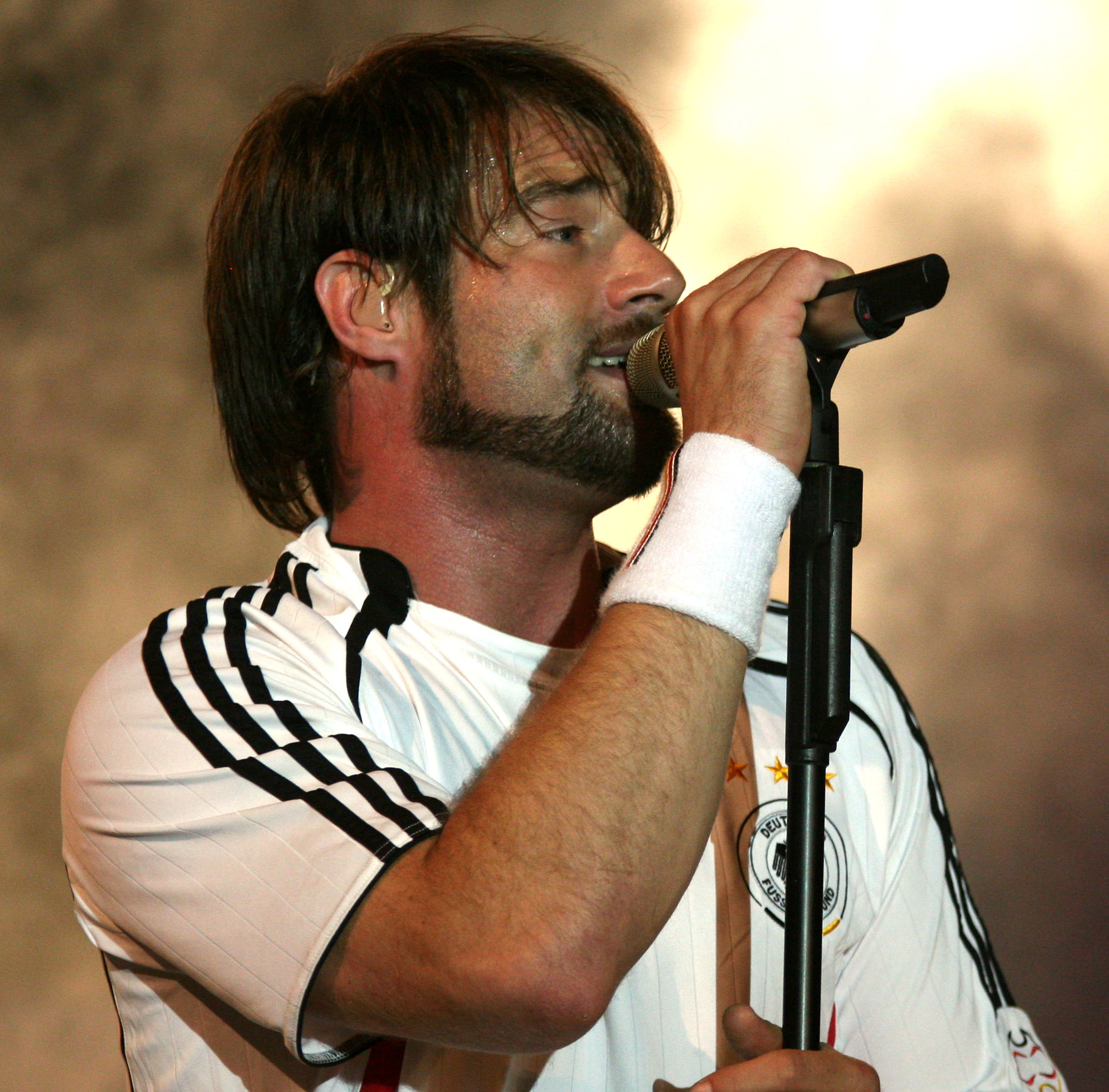
Sascha Schmitz

- Sascha Benecken, slittinista tedesco
- Sascha Burchert, calciatore tedesco
- Sascha Dum, calciatore tedesco
- Sascha Gerstner, chitarrista tedesco
- Sascha Hehn, attore tedesco
- Sascha Hupmann, cestista tedesco
- Sascha Kirschstein, calciatore tedesco
- Sascha Klein, tuffatore tedesco
- Sascha Kolowrat-Krakowsky, produttore cinematografico austriaco
- Sascha Konietzko, cantante e strumentista tedesco
- Sascha Mölders, calciatore tedesco
- Sascha Paeth, chitarrista, produttore discografico e mixer tedesco
- Sascha Pichler, calciatore austriaco
- Sascha Riether, calciatore tedesco
- Sascha Rösler, calciatore tedesco
- Sascha Schmitz, cantautore e musicista tedesco

### Femminile

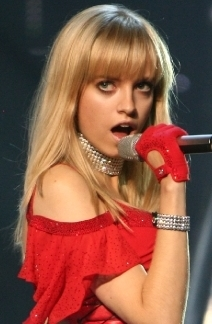
Sasha Strunin

- Saša Pivovarova, modella russa
- Saša Zajc, modella slovena

#### Variante femminile Sasha
- Sasha Alexander, attrice statunitense
- Sasha Barrese, attrice statunitense
- Sasha Cohen, pattinatrice artistica su ghiaccio statunitense
- Sasha DiGiulian, arrampicatrice statunitense
- Sasha Gradiva, cantautrice russa naturalizzata statunitense
- Sasha Grey, attrice ed ex pornoattrice statunitense
- Sasha Lane, attrice statunitense
- Sasha Pieterse, attrice sudafricana naturalizzata statunitense
- Sasha Strunin, cantante polacca

#### Altre varianti femminili
- Saška Aleksandrova, cestista e allenatrice di pallacanestro bulgara naturalizzata italiana

## Il nome nelle arti
- Sasha è un personaggio della serie manga e anime I Cavalieri dello zodiaco - The Lost Canvas - Il mito di Ade.